# Afroblemma thorelli maniema
Afroblemma thorelli maniema là một phân loài nhện trong họ Tetrablemmidae.
Loài này thuộc chi Afroblemma. Phân loài này được Lehtinen miêu tả năm 1981.